# Anton Kohl
Pour les articles homonymes, voir Kohl.
Anton Kohl (né le 19 juin 1851 à Kipfenberg et mort le 9 juillet 1913 à Eichstätt) est un pasteur catholique et député du Reichstag.

## Biographie
Kohl étudie au lycée d'Eichstätt. Il est d'abord coopérateur à Raitenbuch en 1876, préposé à la paroisse à Pölling en 1877 et aumônier de la cathédrale d'Eichstätt en 1880. Par la suite, il est prêtre de la paroisse d' Ingolstadt en 1883, curé de la ville de Dietfurt en 1892, curé de la ville d'Ingolstadt en 1904, doyen du chapitre d'Ingolstadt en 1905 et capitulaire (de) de la cathédrale d'Eichstätt à partir de 1907. Il publie  des écrits politiques: Die Bodenzinse et participe à la fondation de la Dietfurt Loan Association. Pf. E. Gmu H.
Il est également membre du parlement bavarois (de) de 1893 à 1905 et administrateur d'un arrondissement de la Haute-Bavière de 1905 à 1906. De 1898 jusqu'à sa mort, il est député du Reichstag pour la 3e circonscription du Haut-Palatinat (Neumarkt, Velburg (de), Hemau (de)) avec le Zentrum.
Il y a une Pfarrer-Kohl-Weg à Dietfurt.